# Diaphonia lateralis
Diaphonia lateralis är en skalbaggsart som beskrevs av Blackburn 1894. Diaphonia lateralis ingår i släktet Diaphonia och familjen Cetoniidae. Inga underarter finns listade i Catalogue of Life.